# Helga Isenberg

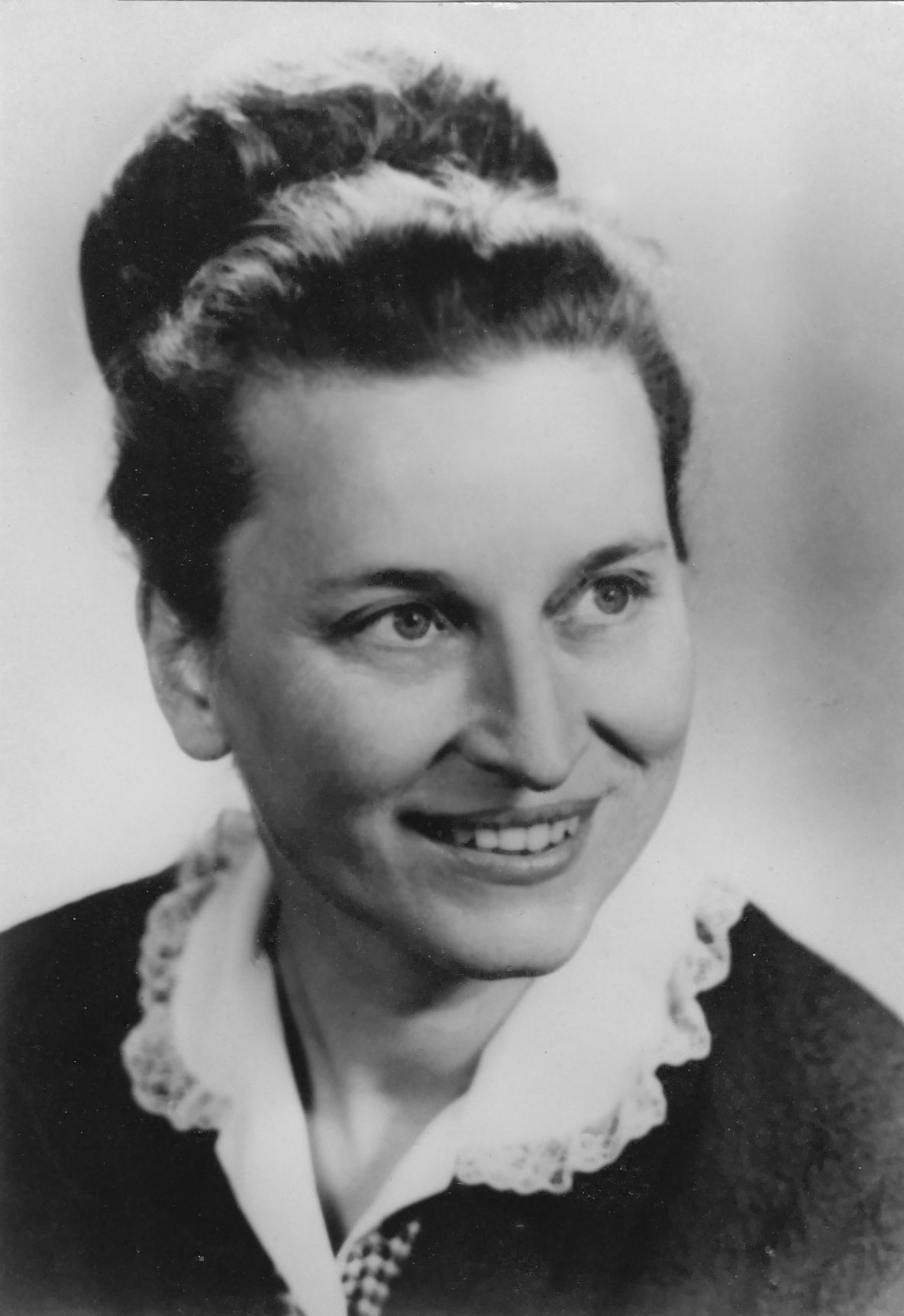
Helga Isenberg

Helga-Anneliese Isenberg, geb. Weiß (* 26. Februar 1925 in  Stendal; † 4. September 2020 in Lutherstadt Eisleben) war eine deutsche Lehrerin und langjährige Abgeordnete der Volkskammer der DDR.

## Leben
Helga Isenberg wurde 1925 in Stendal geboren. Nach dem  Abschluss des Lyzeums begann sie 1943 ein Medizinstudium, das sie nach der Ausrufung des Totalen Krieges 1944 nach dem 2. Semester beenden musste. Sie arbeitete bis Ende 1945 in Krankenhäusern und Lazaretten in Stendal als Hilfsschwester. Danach begann sie an der neu gegründeten Lehrerbildungsanstalt eine Ausbildung und wurde am 2. September 1946 als Neulehrerin eingestellt. Für diesen Beruf qualifizierte sie sich berufsbegleitend mit dem Staatsexamen als Fachlehrer für Deutsch und Mathematik. Bis 1985 arbeitete sie als Lehrerin überwiegend an der Rudolf-Hildebrand-Schule in Stendal, war Fachberaterin für Mathematik und Mitglied der zentralen Aufgabenkommission zur Erstellung der Prüfungsaufgaben für die Abschlussprüfungen Klasse 10.
Isenberg war ab 1946 Mitglied der Liberal-Demokratischen Partei Deutschlands (LDPD), deren Zentralvorstand sie ab 1972 angehörte. Sie war ab 1967 Nachfolgekandidatin und ab Juni 1975 Abgeordnete der Volkskammer für ihre Partei. Von 1975 bis 1990 gehörte sie dem Bundesvorstand des DFD und seinem Präsidium an. Am 11. Januar 1990 legte sie ihr Volkskammermandat nieder und zog sich danach von allen politischen Ämtern zurück.
Sie war von 1950 bis zum Tod ihres Ehemannes im Jahr 1999 verheiratet. Aus der Ehe ging ein Sohn hervor. Sie lebte bis 2018 in Stendal, danach bis zu ihrem Tod in Lutherstadt Eisleben.

## Auszeichnungen in der DDR
- 1970 Vaterländischer Verdienstorden in Bronze
- 1985 Vaterländischer Verdienstorden in Silber

## Publikationen
- Methodik Mathematikunterricht. Volk und Wissen Volkseigener Verlag, Berlin 1975. (als Mitglied des Redaktionskollegiums).